# Ordinariato militare in Bosnia ed Erzegovina

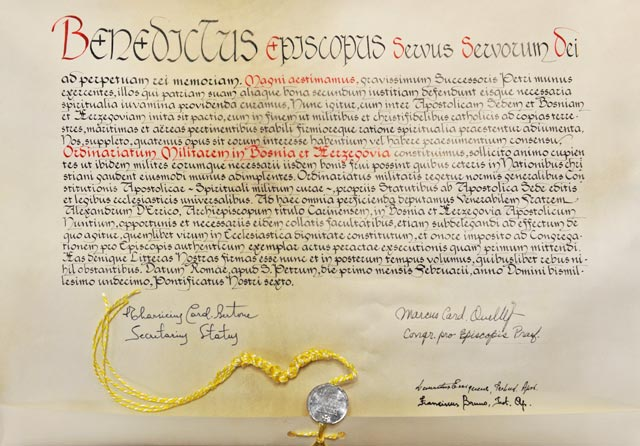
La costituzione apostolica Magni aestimamus.

L'ordinariato militare in Bosnia ed Erzegovina è un ordinariato militare della Chiesa cattolica per la Bosnia ed Erzegovina. La sede è vacante.

## Storia
L'ordinariato militare è stato eretto il 1º febbraio 2011 con la costituzione apostolica Magni aestimamus di papa Benedetto XVI, in attuazione dell'art. 15 dell'Accordo di base tra la Santa Sede e la Bosnia ed Erzegovina, firmato a Sarajevo il 19 aprile 2006 (strumenti di ratifica scambiati in Vaticano il 25 ottobre 2007), e dell'Accordo tra la Santa Sede e la Bosnia ed Erzegovina circa l'assistenza religiosa ai fedeli cattolici, membri delle forze armate di Bosnia ed Erzegovina, anch'esso firmato a Sarajevo l'8 aprile 2010 (strumenti di ratifica scambiati in Vaticano il 14 settembre 2010).
Lo stesso ordinariato militare rappresenta l'assetto canonico stabile dato alla cura pastorale degli appartenenti cattolici delle Forze Armate della Bosnia ed Erzegovina e loro familiari, concordato insieme dalla Santa Sede e dallo Stato bosniaco-erzegovinese, esistente però sin dal 1992.

## Norme e struttura
L'ordinariato militare è retto dal diritto canonico e da uno statuto proprio (Statuto dell'Ordinariato Militare in Bosnia ed Erzegovina), approvato da papa Benedetto XVI il 27 gennaio 2012 e confermato con il decreto della Congregazione per i vescovi il 30 gennaio 2012.
A capo si trova un vescovo, con il titolo di ordinario militare, coadiuvato da un vicario generale e da cappellani militari. Questi ultimi si trovano a capo di cappellanie militari in cui è diviso amministrativamente l'ordinariato militare.
L'ordinario militare fa parte di diritto della Conferenza episcopale della Bosnia ed Erzegovina.

## Cronotassi dei vescovi
Si omettono i periodi di sede vacante non superiori ai 2 anni o non storicamente accertati.
- Tomo Vukšić (1º febbraio 2011 - 22 gennaio 2020 nominato arcivescovo coadiutore di Sarajevo)
  - Sede vacante (dal 2020)
  - Tomo Vukšić, dal 24 gennaio 2020 (amministratore apostolico)

## Statistiche
| anno | presbiteri | presbiteri | presbiteri | diaconi | religiosi | religiosi | parrocchie |
| anno | totale     | secolari   | regolari   | diaconi | uomini    | donne     | parrocchie |
| ---- | ---------- | ---------- | ---------- | ------- | --------- | --------- | ---------- |
| 2012 | 10         | 8          | 2          |         | 2         |           | 9          |
| 2013 | 9          | 7          | 2          |         | 2         |           | 9          |
| 2016 | 10         | 7          | 3          |         | 3         |           | 9          |
| 2019 | 10         | 7          | 3          |         | 3         |           | 10         |
| 2021 | 10         | 7          | 3          |         | 3         |           | 10         |
| 2023 | 10         | 7          | 3          |         | 3         |           | 10         |